# كرسول طحلبي
كرسول طحلبي (الاسم العلمي: Crassula Muscosa) هو نوع من النباتات يتبع جنس الكرسول من الفصيلة الكرسولية.